# راکل لیکی
راکل لیئِکّی (انگلیسی: Rakel Liekki؛ زاده ۲۰ سپتامبر ۱۹۷۹) هنرمند، روزنامه نگار، فریلنسر، نویسنده، کارگردان، تهیه‌کننده و بازیگر پیشین فیلم‌های پورنو اهل کشور فنلاند است.